# Grossmünster
Le Grossmünster (prononcé : /ɡʁoːsˈmʏnstɐ/ ; littéralement en français : « grande abbaye ») est une église d'architecture romane de culte protestant (Églises réformées) située dans la vieille ville de Zurich. Elle est célèbre comme étant l'un des principaux lieux de la réforme protestante grâce à Ulrich Zwingli puis Heinrich Bullinger. C'est l'une des trois plus importantes églises de la ville de Zurich. 
L'église fut au départ un monastère, construit juste en face du Fraumünster, de l'autre côté de la rivière Limmat, dans le quartier du Niederdorf (le « village d'en bas »). 
L’école de théologie liée au chapitre donnera naissance au XIXe siècle à l’université de Zurich.
Les deux tours jumelles sont devenues un emblème pour la ville.

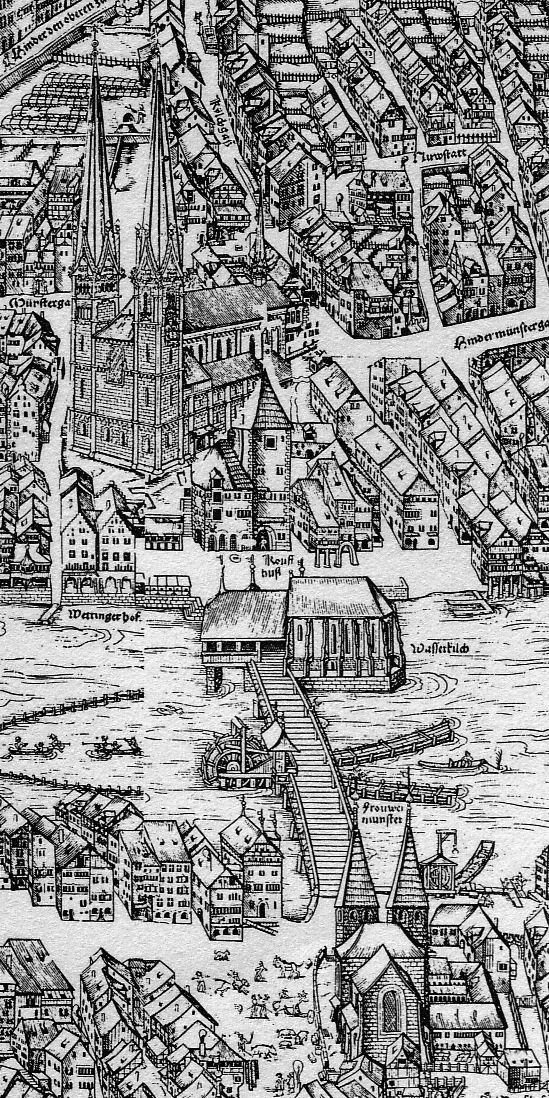
L'axe de procession entre le Grossmünster, la Wasserkirche et le Fraumünster.

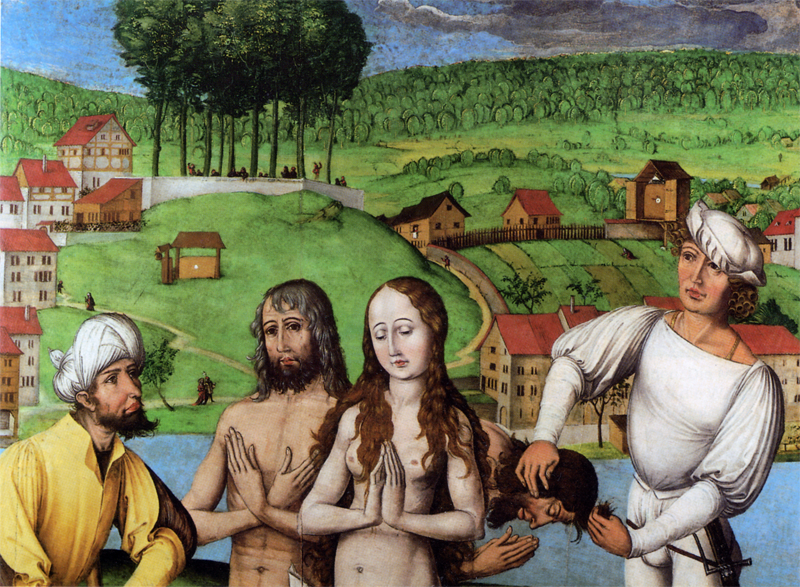
Gravure des martyrs saints Felix et Regula à Zurich.

## Nom
Le nom de Grossmünster ne vint qu'au XIVe siècle. En 1272 apparut pour la première fois le Munster depuis la dénomination Monasterium praepositurae Thuricensis ; Monasterium étant le nom latin de monastère. Le nom complet actuel apparaît en 1322, sans doute pour la distinguer du Fraumünster.

## Histoire

### De la légende à la première construction
La première partie du Grossmünster fut construite par Charlemagne, qui découvrit vers le VIIIe siècle les tombes de Saints Felix et Regula, deux martyrs du christianisme ; ce sont eux les fondateurs de la légende liée à la fondation du Grossmünster. Saint Felix et Regula, des personnages du IIIe siècle, faisaient partie de la légion thébaine, qui fut massacrée par d'autres légions romaines en raison de la confession au christianisme de ses soldats, à Agaune, aujourd'hui Saint-Maurice dans la canton du Valais en Suisse actuelle, à cette époque intégrée à l'empire romain. Parmi les martyrs, Maurice d'Agaune est vénéré sous le nom de Saint Maurice. Sortant vivant de ce massacre, Saint Felix et Regula fuirent à Zurich.
Après avoir été décapités sur une petite île de la Limmat où se trouve maintenant la Wasserkirche, Felix et Regula furent enterrés sur la place où est maintenant construite le Grossmünster. 
C'est là que Charlemagne, empereur de l'empire carolingien, trouva les tombes de Felix et de Regula. Une autre légende dit qu'il avait chassé un cerf d'Aix-la-Chapelle (Aachen) à Zurich, et qu'en arrivant sur la place son cheval s'inclina devant l'endroit où étaient enterrés Felix et Regula. Il découvrit alors leurs tombes et fit construire un prieuré, où il mit les ossements.

### De la première construction à maintenant
Le prieuré fondé par Charlemagne comptait 24 chanoines et 32 vicaires. Parmi ces chanoines et vicaires se trouvait Rudolf von Homberg, expert de l'empereur Henri V, l’évêque de Bâle Konrad von Mure, le chancelier du roi Adalbert Ier de Sarrebruck, Johannes II de Zurich. Il était rattaché à l'évêché de Constance et était le deuxième lieu le plus important après la cathédrale de Constance ; vers 1114, le prieur pouvait avoir les mêmes privilèges et pouvoirs qu'un prêtre.

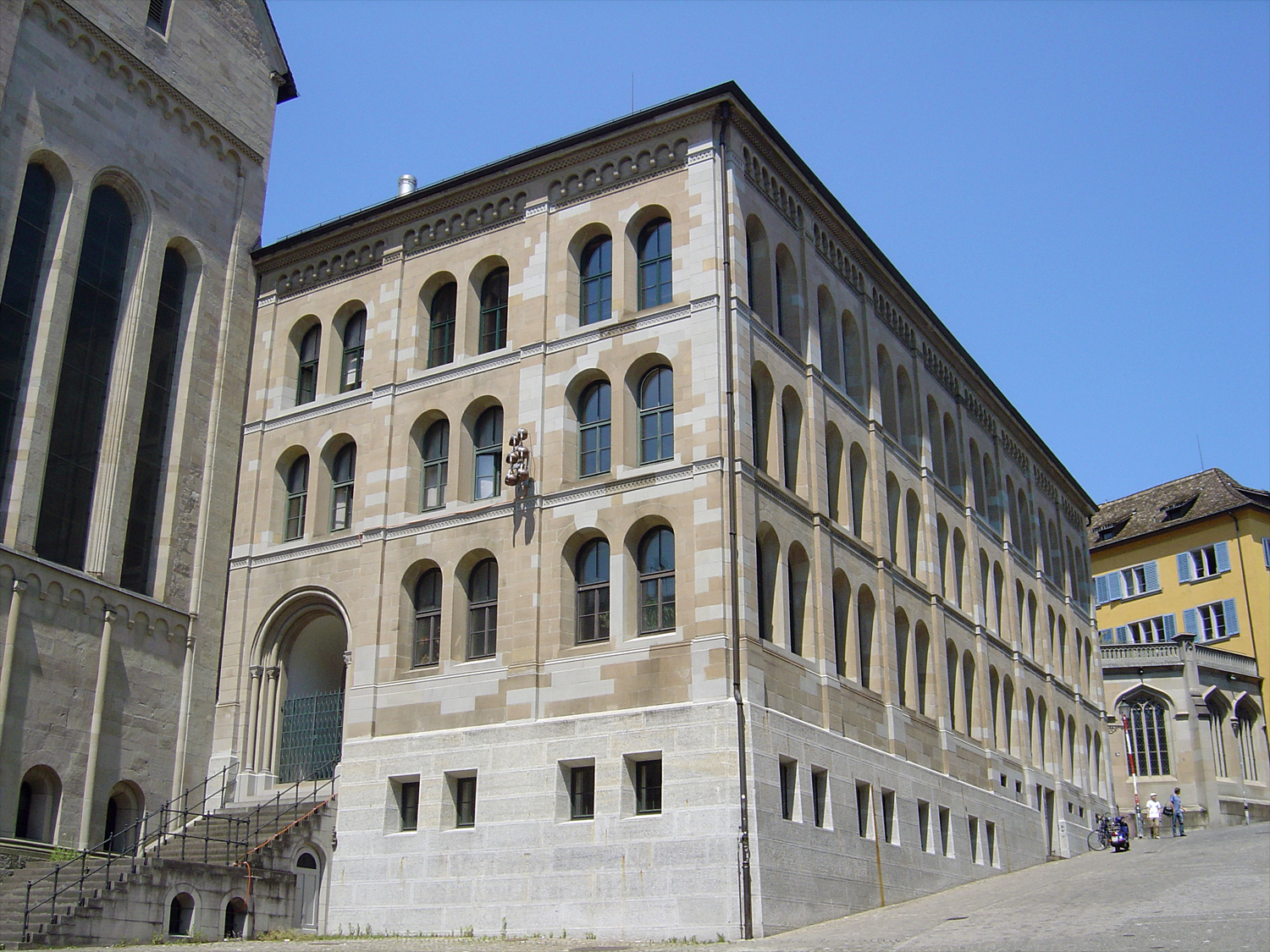
Le séminaire de théologie

Le prieuré possédait des marchandises et des revenus aux alentours de Zurich, des joncs à Albisrieden, Schwamendingen, Fluntern (de) et Höngg ; ainsi que des possessions laitières allant jusqu'à la Töss, au Rhin et à la Reuss. Les droits fonciers du prieuré restèrent en possession du bailli jusqu'à la réforme, qui furent alors transmis au conseil de Zurich. La propriété foncière de ce genre resta jusqu'en 1832, lorsqu'elle fut transformée en cathédrale.
Après la réforme, les chanoines commencèrent l'instruction des jeunes en théologie. C'est là que fut fondé l'ancêtre de l'université de Zurich actuelle, dont le logo fait toujours référence à la cathédrale. Les bâtiments néoromans à l'arrière du Grossmünster utilisés par l'ancienne université sont maintenant utilisés par un séminaire de théologie.

## Histoire de la construction

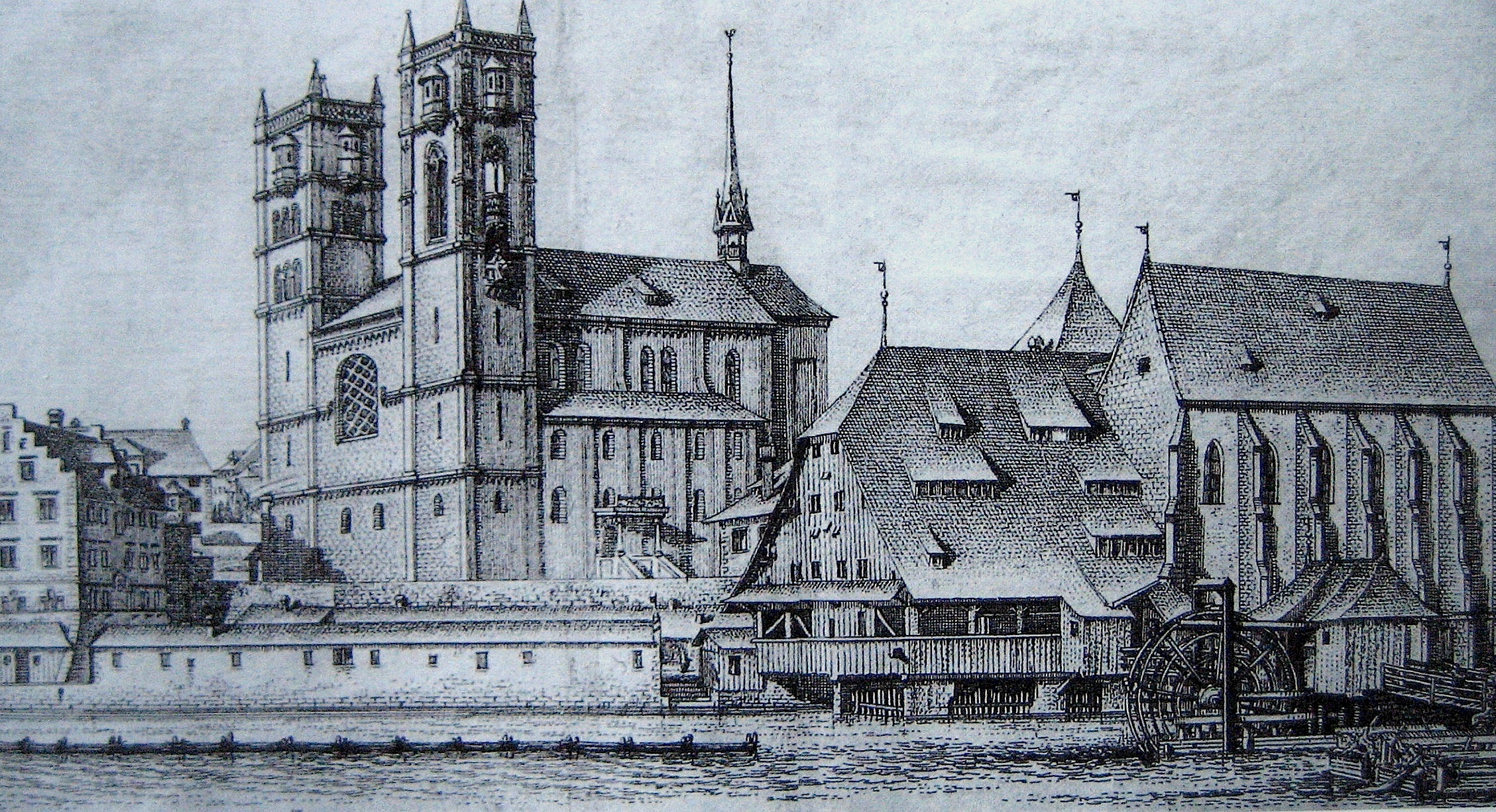
En premier plan la Wasserkirche et en deuxième plan avec les deux tours le Grossmünster

On suppose qu'une autre église ou bâtiment à caractère religieux existait déjà avant la construction du Grossmünster, des trouvailles archéologiques montrant des vestiges de tombes romaines. Les observations portent sur un mémorial et un couvent au soin des pèlerins. Le Grossmünster se trouvait en rapport avec la Wasserkirche, lieu d'exécution de Saint Felix et Regula et le Fraumünster, par une passerelle, qui servait alors de passage de procession.
La construction de la cathédrale actuelle commença vers 1100 sous les ordres de Charles III le Gros et finit vers 1220. La construction se fit en six étapes, la plupart en raison de changements du plan. Les modifications apportées au plan étaient souvent d'un style architecturale différent. Des changements de l'intérieur du bâtiment continuèrent jusqu'au XXe siècle. Mais l'extérieur subit également des retouches, entre 1487 et 1492, sur l'initiative de Hans Waldmann, les tours avaient de casques en aiguilles ; la forme du clocheton actuel arriva plus tard. La Réforme protestante menée en Suisse par Ulrich Zwingli partit du Grossmünster, qui y prêcha à partir de 1519 en tant que prêtre ; pour cette raison des aménagements furent faits à l'intérieur.
En 1763, la foudre détruisit le clocher, qui fut reconstruit en style gothique avec une balustrade en 1770 ; dans la tour nord l'étage pour la cloche fut détruit et remplacé par le même que celui de la tour sud ; en outre, les deux tours eurent une étage en plus pour un gardien. L'intérieur fut aussi changé en style baroque par Gaetano Matteo Pisoni.

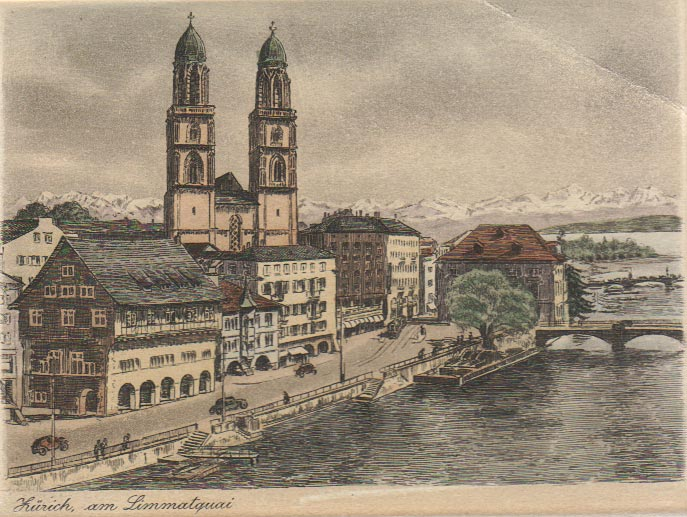
Dessin du Grossmünster

À partir de 1845, le Grossmünster commença à être massivement transformé. L'escalier menant à la tribune nord passant au-dessus de la porte d'entrée fut démoli et déplacé à l'intérieur, à l'endroit où les reliques de douze saints étaient entreposées. L'architecte August Stadler enleva les décorations gothiques entre à partir de 1849, il ne resta plus rien en 1898, ceci fut fait en raison de l'envie de sauvegarder les monuments romans, commençant déjà à l'époque. Entre 1913 et 1915 les architectes Gustav Gull et Hermann Fietz rénovèrent l'intérieur. Une rénovation complète eut lieu en 1931-1933, une petite modification fut apportée au tour mais elle fut enlevée en 1989.
En juillet 2021, le Conseil d'État du Canton de Zürich valide un crédit de 35 millions de francs suisses afin de rénover l'édifice. Les travaux qui débuteront en 2022 s'échelonneront sur six années.

## Style de la construction

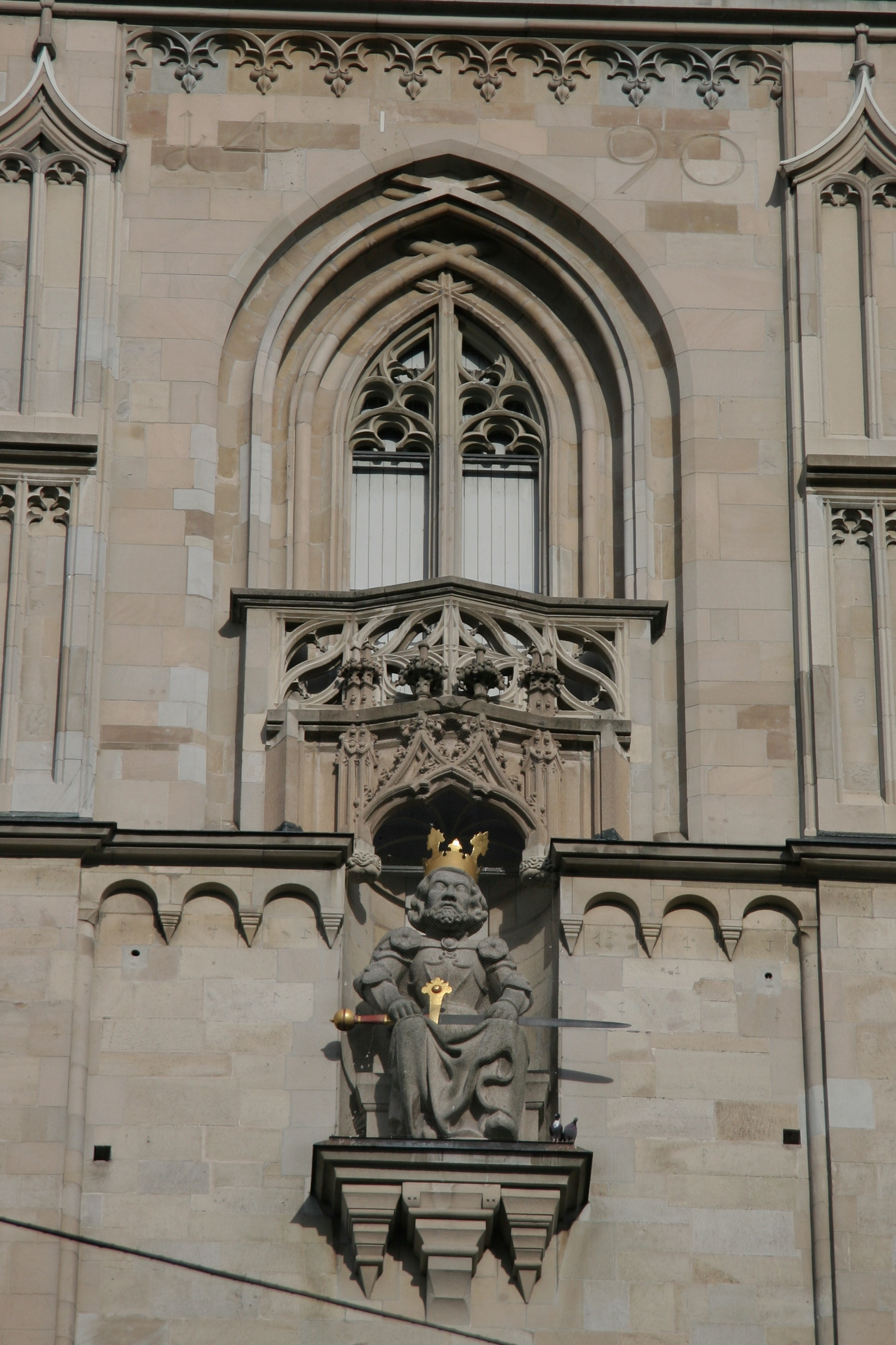
Statue de Charlemagne

Le Grossmünster est de style roman allemand. La façade ouest n'a pas de portail. Le portail principal où commence le chemin de procession entre le Grossmünster, la Wasserkirche et le Fraumünster est au nord. Le portail n'a plus qu'une petite partie d'origine romane. Sur le chapiteau gauche se trouve une statue du roi David. Depuis 1950, les mots que Zwingli prononça devant le Grossmünster sont gravés dessus. La façade sud a été décorée par Munch en 1950. On y voit des images de la réforme. La façade ouest est caractérisée par une double tour rectangulaire. À la tour sud en direction de la Limmat, on voit une statue de Charlemagne. La tour nord est décorée par un relief d'un réformateur, Heinrich Bullinger. En haut se trouve la statue d'un cavalier datant de 1180, on suppose qu'elle représente Berchthold IV de Zähringen, dominant la ville.
L'intérieur du Grossmünster est relativement simple, il contient des chaires de 1853 et des fonts baptismaux de 1598, qui servent aussi de table de dîner. Dans le chœur on voit trois représentations de Noël de Augusto Giacometti. Au nord se trouve l'orgue, contenant 67 registres. Il fut installé en 1960. La crypte est la pièce la plus ancienne de la cathédrale. Les peintures sur les murs datent du XIVe/XVe siècle. Elles représentent les martyrs Saint Felix et Regula. Dans les petites chapelles souterraines se trouvent encore des fresques, des statues, etc. Une partie de l'ancien aménagement intérieur a été sauvé, les tableaux entreposés étaient fortement diminués et avaient pâli ; ce délaissement peut s'expliquer par le peu d'intérêt de ces objets après la réforme. Des copies des tableaux peuvent maintenant être vues dans des musées.

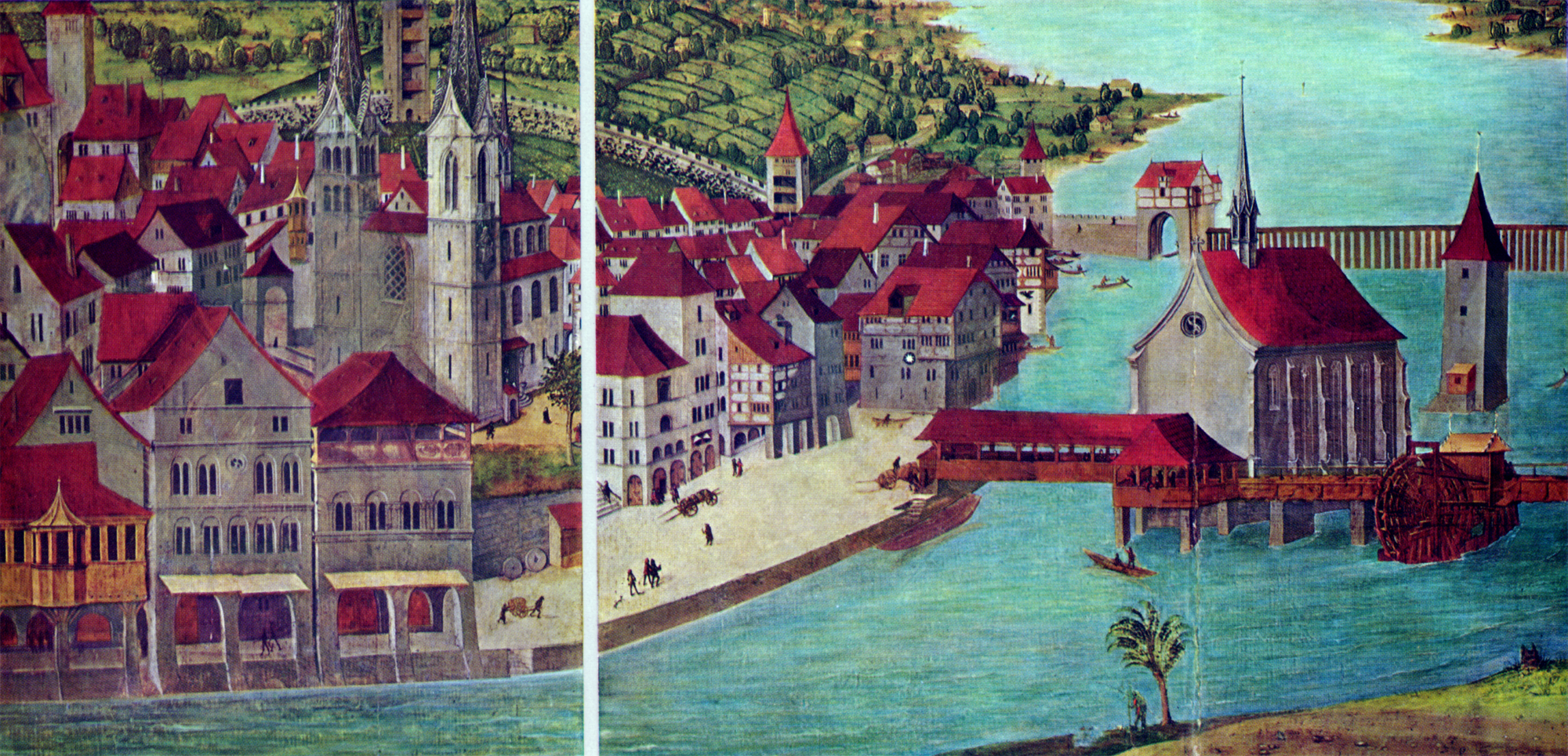
Vue du Grossmünster à gauche et de la Wasserkirche à droite par Hans Leu l'Ancien,

Vitraux : Le chœur est orné de verrières dues à Augusto Giacometti, illustrant l'ancien testament. En 2005, un fonds pour la rénovation des fenêtres de la nef permit l'organisation d'un concours gagné par Sigmar Polke. Son projet, en vitraux assemblant des coupes fines d'agate et reprenant des représentations médiévales de l'ancien testament, fut réalisé en automne 2007.

## Galerie

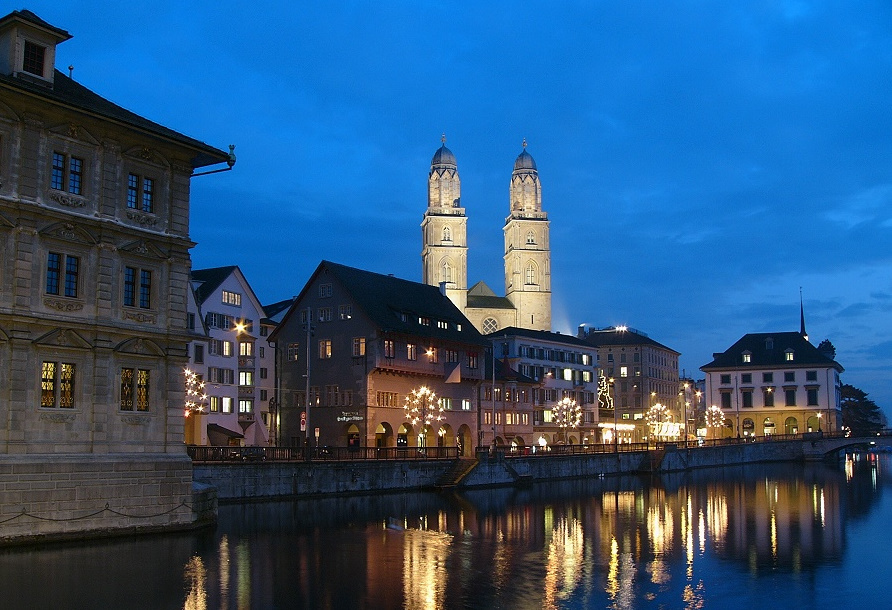
Le Grossmünster de nuit.
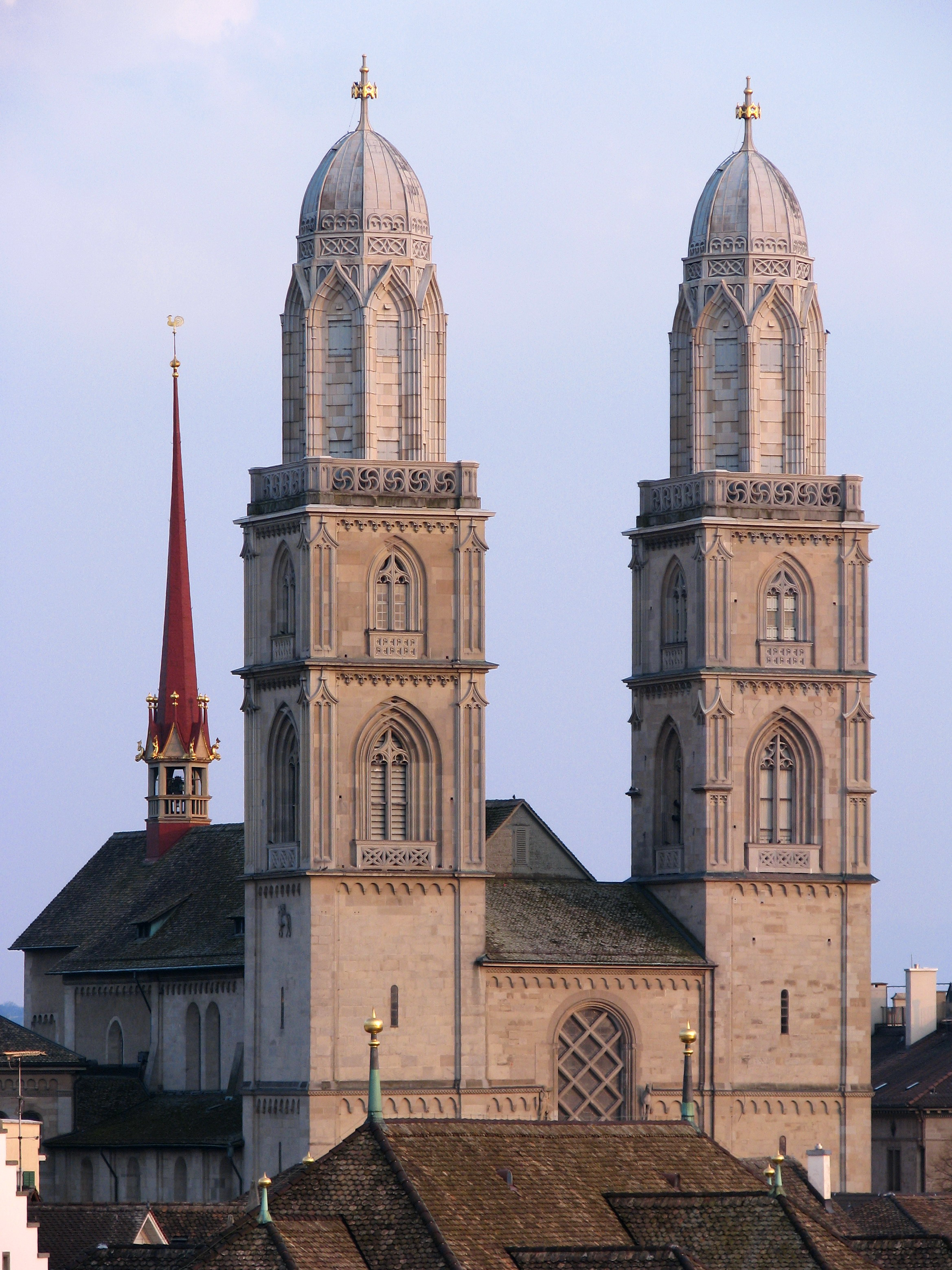
Le Grossmünster vu depuis le Lindenhof.
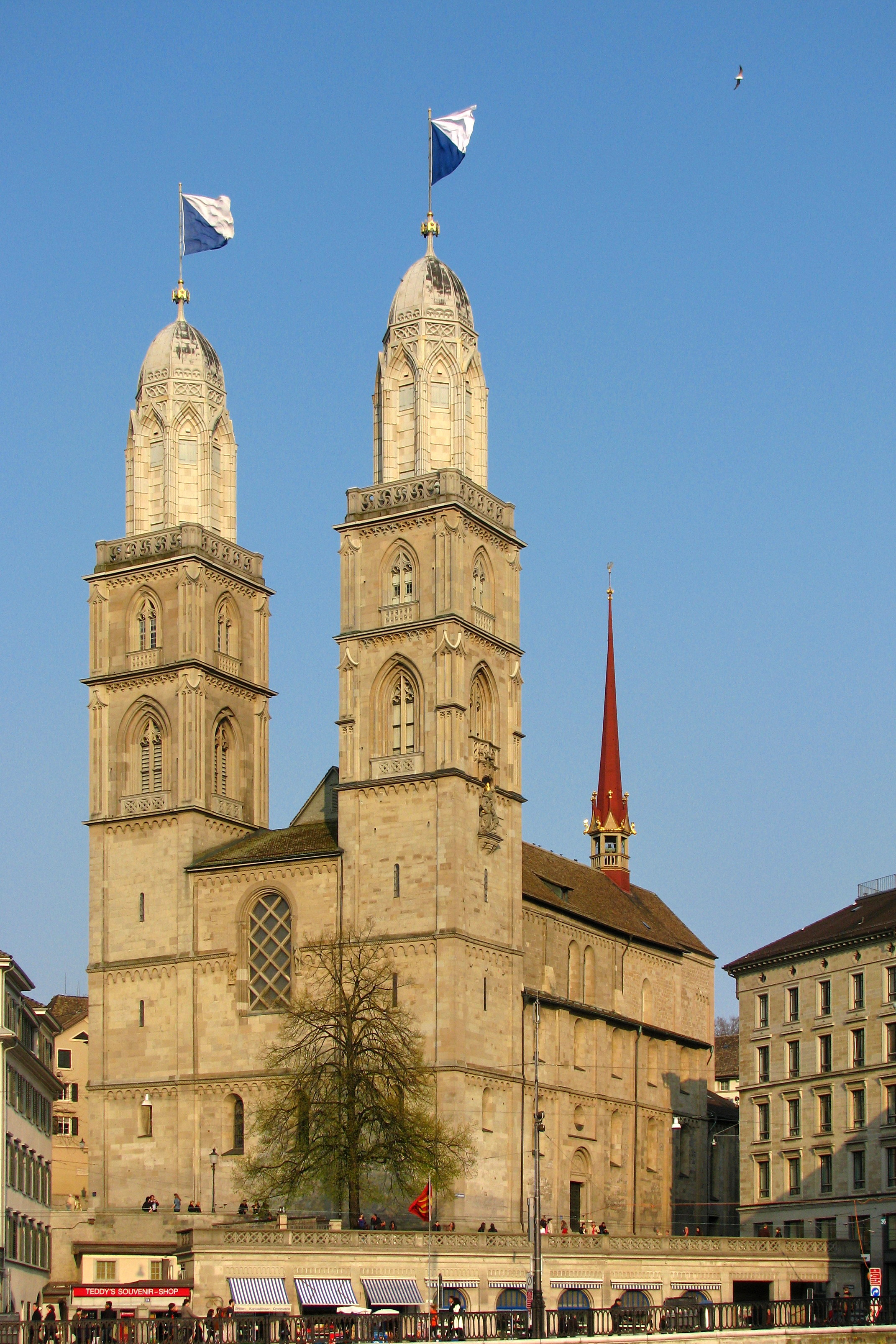
Le Grossmünster orné du drapeau du canton de Zurich.
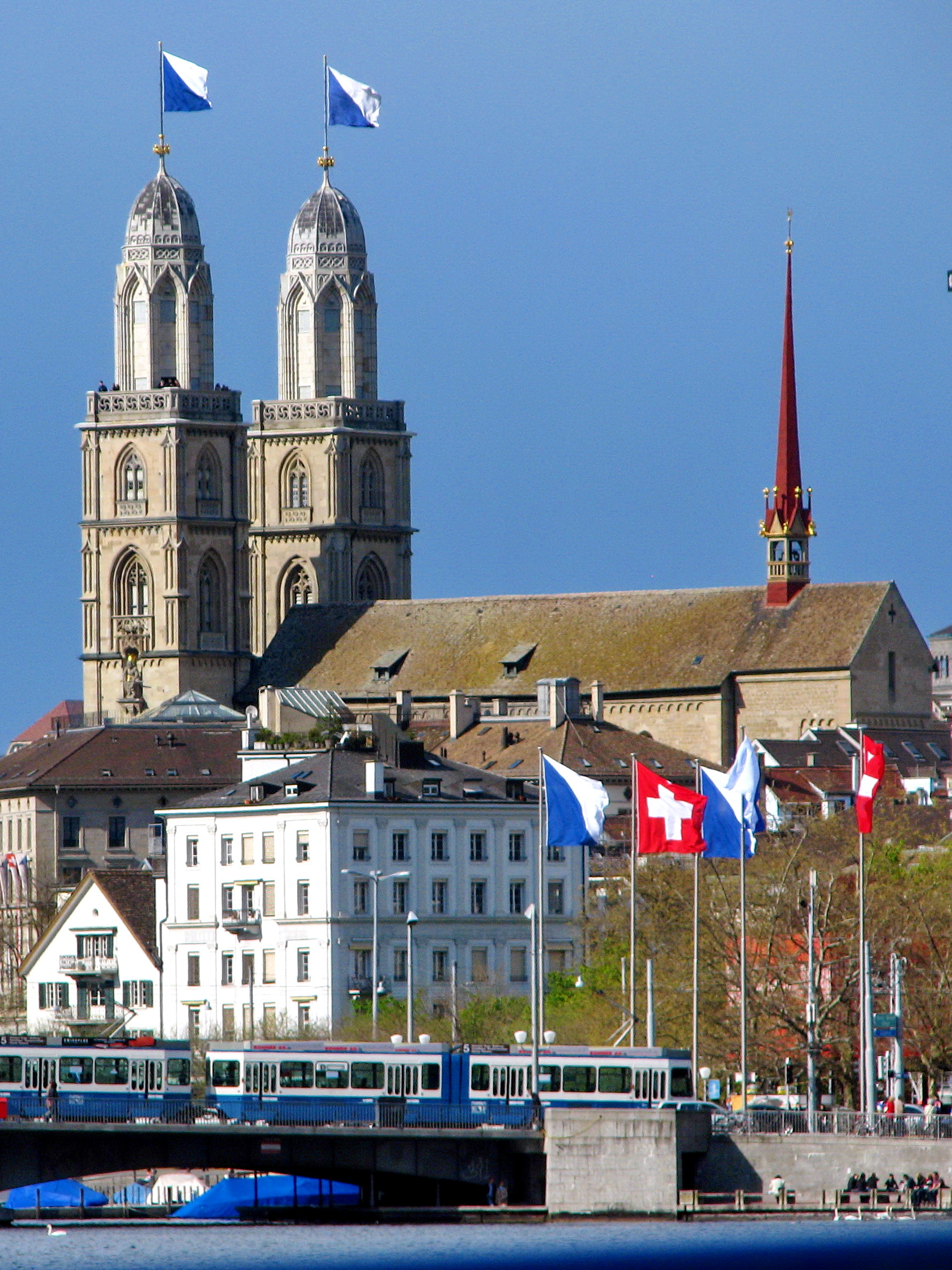
Le Grossmünster et le Quaibrücke, depuis le lac de Zurich.